# Pasco (Washington)
Pasco je město v americkém státě Washington, okresní město Franklin County. Ve městě žije přibližně 77 tisíc obyvatel, rozloha činí 88,2 km². Pasco je jedním z měst (dalšími jsou Kennewick a Richland), které tvoří oblast Tri-Cities. Od měst Kennewick a Richland odděluje Pasco řeka Columbia. Město bylo založeno roku 1891.

## Doprava
Ve vzdálenosti 3 km od centra města se nachází Tri-Cities Airport.

## Rodáci
- Chuck Palahniuk (* 1962) – americký spisovatel